# Richard Dix
Richard Dix (właśc. Ernst Carlton Brimmer; ur. 18 lipca 1893 w Saint Paul, zm. 20 września 1949 w Los Angeles) – amerykański aktor filmowy.

## Wybrana filmografia
- 1921: Dangerous Curve Ahead jako Harley Jones
- 1923: Chrześcijanin jako John Storm
- 1923: Dziesięcioro przykazań jako John McTavish
- 1925: Ginący Amerykanin jako Nophaie
- 1931: Cimarron jako  Yancey Cravat
- 1938: Blind Alibi jako Paul Dover
- 1939: Zdobywca jako Sam Houston
- 1943: Statek widmo (film) jako Kapitan Will Stone
- 1943: The Kansan jako John Bonniwell
- 1945: Voice of the Whistler jako John Sinclair
- 1947: The Thirteenth Hour jako Steve Reynolds

## Nagrody i nominacje
Za rolę Yancey’a Cravata w filmie Cimarron (1931) został nominowany do Oscara.